# Monstrotyphis pauperis
Monstrotyphis pauperis är en snäckart som först beskrevs av Mestayer 1916.  Monstrotyphis pauperis ingår i släktet Monstrotyphis och familjen Typhidae. Inga underarter finns listade i Catalogue of Life.